# Headquarters
Headquarters je třetí studiové album The Monkees a první, na kterém se ve velké míře skladatelsky a instrumentálně podílela sama kapela, namísto využití najatých hudebníků a skladatelů.

## Seznam skladeb
Strana 1
1. „You Told Me“ (Michael Nesmith) - 2:25
2. „I'll Spend My Life with You“ (Tommy Boyce, Bobby Hart) - 2:26
3. „Forget That Girl“ (Douglas Farthing Hatlelid) - 2:25
4. „Band 6“ (Micky Dolenz, Davy Jones, Nesmith, Peter Tork) - 0:41
5. „You Just May Be the One“ (Nesmith) - 2:03
6. „Shades of Gray“ (Barry Mann, Cynthia Weil) - 3:22
7. „I Can't Get Her Off of My Mind“ (Boyce, Hart) - 2:27

Strana 2
1. „For Pete's Sake“ (Tork, Joey Richards) - 2:11
2. „Mr. Webster“ (Boyce, Hart) - 2:05
3. „Sunny Girlfriend“ (Nesmith) - 2:33
4. „Zilch“ (Dolenz, Jones, Nesmith, Tork) - 1:06
5. „No Time“ (Hank Cicalo) - 2:08
6. „Early Morning Blues and Greens“ (Diane Hildebrand, Jack Keller) - 2:35
7. „Randy Scouse Git“ (Dolenz) - 2:40

## Obsazení
„You Told Me“
- autor – Michael Nesmith
- hlavní vokály – Michael Nesmith
- doprovodné vokály – Micky Dolenz, Davy Jones, Michael Nesmith a Peter Tork
- elektrická dvanáctistrunná kytara – Michael Nesmith
- baskytara – Chip Douglas
- bicí – Micky Dolenz
- banjo – Peter Tork
- tamburína – Davy Jones
- citera – Micky Dolenz
- začátek paroduje píseň Taxman od The Beatles z jejich alba Revolver
- nahráno v RCA Victor Studio C, Hollywood, 3. a 9. března 1967

„I'll Spend My Life with You“
- autoři – Tommy Boyce a Bobby Hart
- hlavní vokály – Micky Dolenz
- harmonické vokály – Peter Tork
- elektrická šestistrunná kytara – Micky Dolenz
- akustická dvanáctistrunná kytara – Peter Tork
- steel kytara – Michael Nesmith
- baskytara – Chip Douglas
- tamburína – Davy Jones
- varhany – Peter Tork
- celesta – Peter Tork
- nahráno v RCA Victor Studio C, Hollywood, 4., 9., 10., 11. a 18. března 1967

„Forget That Girl“
- autor – Douglas Farthing Hatlelid (aka Chip Douglas)
- hlavní vokály – Davy Jones
- doprovodné vokály – Micky Dolenz, Davy Jones, Peter Tork, and Chip Douglas
- elektrická dvanáctistrunná kytara – Michael Nesmith
- akustická kytara – ?
- baskytara – Chip Douglas
- bicí – Micky Dolenz
- rumba koule – Davy Jones
- elektrický klavír – Peter Tork
- nahráno v RCA Victor Studio C, Hollywood, 7. a 8. března 1967

„Band 6“
- autoři – Micky Dolenz, Davy Jones, Michael Nesmith a Peter Tork
- mluvené slovo – Micky Dolenz a Chip Douglas
- elektrická kytara – Peter Tork
- steel kytara – Michael Nesmith
- bicí – Micky Dolenz
- nahráno v RCA Victor Studio C, Hollywood, 2. března 1967

„You Just May Be the One“
- autor – Michael Nesmith
- hlavní vokály – Michael Nesmith
- harmonické vokály – Micky Dolenz
- doprovodné vokály – Micky Dolenz, Davy Jones, Peter Tork a Chip Douglas
- elektrická dvanáctistrunná kytara – Michael Nesmith
- akustická kytara – Michael Nesmith
- baskytara – Peter Tork
- bicí – Micky Dolenz
- tamburína – Davy Jones
- nahráno v RCA Victor Studio C, Hollywood, 2. a 16. března 1967

„Shades of Gray“
- autoři – Barry Mann a Cynthia Weil
- hlavní vokály – Davy Jones a Peter Tork
- doprovodné vokály – Micky Dolenz, Davy Jones a Peter Tork
- steel kytara – Michael Nesmith
- baskytara – Jerry Yester
- bicí – Micky Dolenz
- tamburína – Davy Jones
- klavír – Peter Tork
- rumba koule – Davy Jones
- violoncello – Frederick Seykora
- lesní roh – Vincent DeRosa
- nahráno v RCA Victor Studio C, Hollywood, 16. a 22. března 1967

„I Can't Get Her Off My Mind“
- autoři – Tommy Boyce a Bobby Hart
- hlavní vokály – Davy Jones
- doprovodné vokály – Micky Dolenz
- elektrická dvanáctistrunná kytara – Michael Nesmith
- baskytara – Jerry Yester
- bicí – Micky Dolenz
- perkuse – Davy Jones
- tack piano – Peter Tork
- nahráno v RCA Victor Studio C, Hollywood, 17. a 19. března 1967

„For Pete's Sake“
- autoři – Joseph Richards a Peter Tork
- hlavní vokály – Micky Dolenz
- doprovodné vokály – Micky Dolenz, Davy Jones a Peter Tork
- elektrická kytara – Peter Tork
- elektrická dvanáctistrunná kytara – Michael Nesmith
- baskytara – Chip Douglas
- bicí – Micky Dolenz
- tamburína – Davy Jones
- nahráno v RCA Victor Studio C, Hollywood, 23. a 24. března 1967

„Mr. Webster“
- autoři – Tommy Boyce a Bobby Hart
- hlavní vokály – Micky Dolenz
- doprovodné vokály – Davy Jones
- kytara – Micky Dolenz
- steel kytara – Michael Nesmith
- baskytara – John London
- tamburína – Davy Jones
- klavír – Peter Tork
- nahráno v RCA Victor Studio C, Hollywood, 24. února 1967

„Sunny Girlfriend“
- autor – Michael Nesmith
- hlavní vokály – Michael Nesmith
- harmonické vokály – Micky Dolenz
- doprovodné vokály – Davy Jones
- elektrická šestistrummá kytara – Peter Tork
- elektrická dvanáctistrunná kytara – Michael Nesmith
- akustická kytara – Michael Nesmith
- baskytara – John London
- bicí – Micky Dolenz
- rumba koule – Davy Jones
- nahráno v RCA Victor Studio A, Hollywood, 23. února a ve Studio C, 18. dubna 1967

„Zilch“
- autoři – Micky Dolenz, Davy Jones, Michael Nesmith a Peter Tork
- mluvené slovo – Peter Tork, Davy Jones, Micky Dolenz a Michael Nesmith
- fuga složená z různých frází
- nahráno v RCA Victor Studio C, Hollywood, 3. března 1967

„No Time“
- autory jsou všichni čtyři Monkees (podle Petera, autorem skladby jsou hlavně Micky a Mike), ale jako odměnu za tvrdou práci na tomto albu ji věnovali zvukovému inženýrovi Hanku Cicalovi, čímž mu zajistili vysoký autorský honorář
- hlavní vokály – Micky Dolenz
- doprovodné vokály – Davy Jones a ?
- elektrická kytara – Michael Nesmith, and Unknown
- baskytara – Chip Douglas
- bicí – Micky Dolenz
- tamburína – Davy Jones
- klavír – Peter Tork
- nahráno v RCA Victor Studio C, Hollywood, 17. a 22. března 1967

„Early Morning Blues and Greens“
- autoři – Diane Hildebrand a Jack Keller
- hlavní vokály – Davy Jones
- harmonické vokály – Peter Tork
- elektrická dvanáctistrunná kytara – Michael Nesmith
- baskytara – Chip Douglas
- bicí – Micky Dolenz
- perkuse – Unknown
- rumba koule – Davy Jones
- elektrický klavír – Peter Tork
- varhany – Peter Tork
- nahráno v RCA Victor Studio C, Hollywood, 18. a 22. března 1967

„Randy Scouse Git“
- autor – Micky Dolenz
- hlavní vokály – Micky Dolenz
- doprovodné vokály – Davy Jones a Peter Tork
- elektrická kytara – Michael Nesmith
- baskytara – Chip Douglas
- bicí – Micky Dolenz
- tympány – Micky Dolenz
- varhany – Peter Tork
- klavír – Peter Tork
- nahráno v RCA Victor Studio B, Hollywood, 2. března a ve Studio C 4. a 8. března 1967